# Dondorf

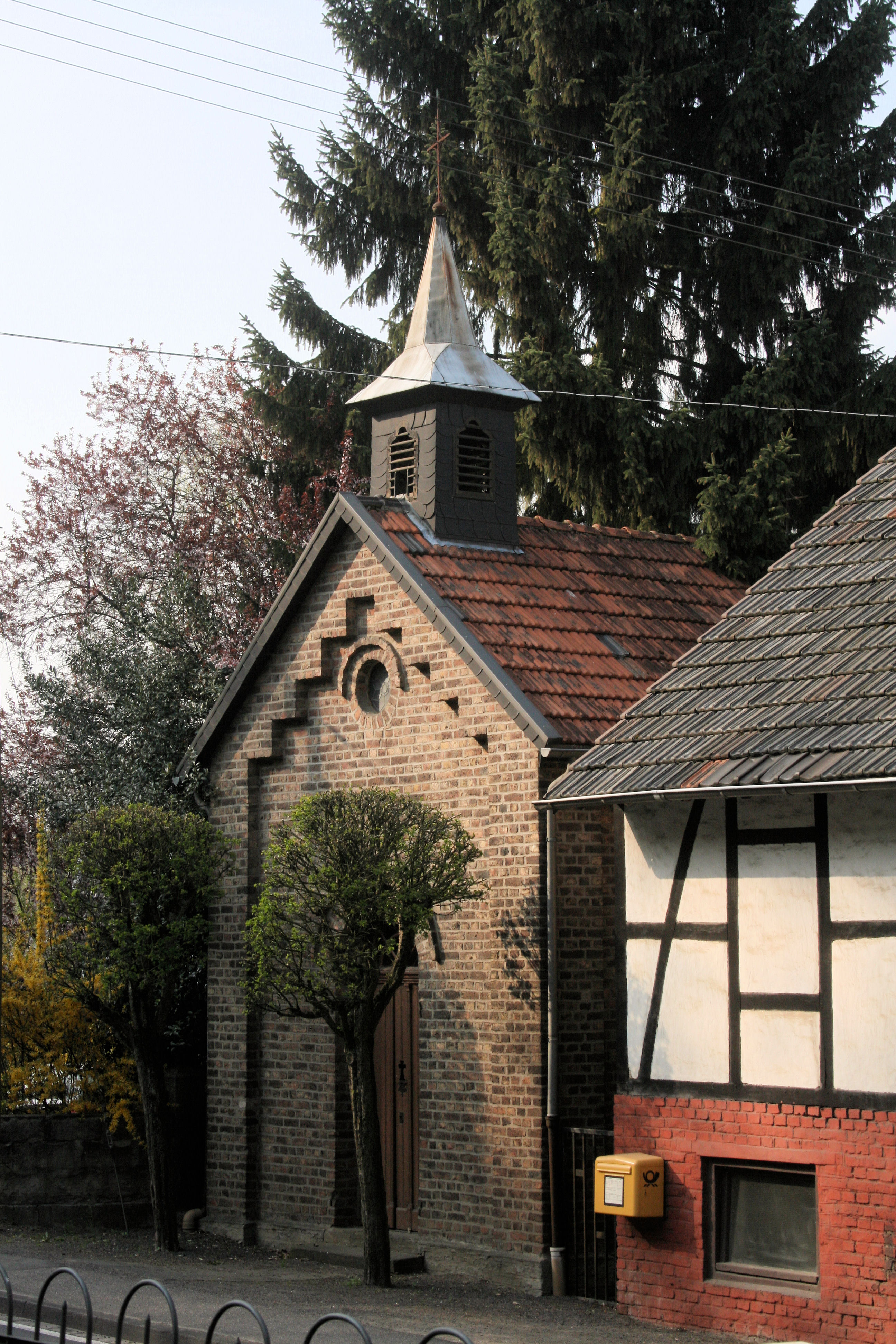
Die Kapelle Maria Heimsuchung

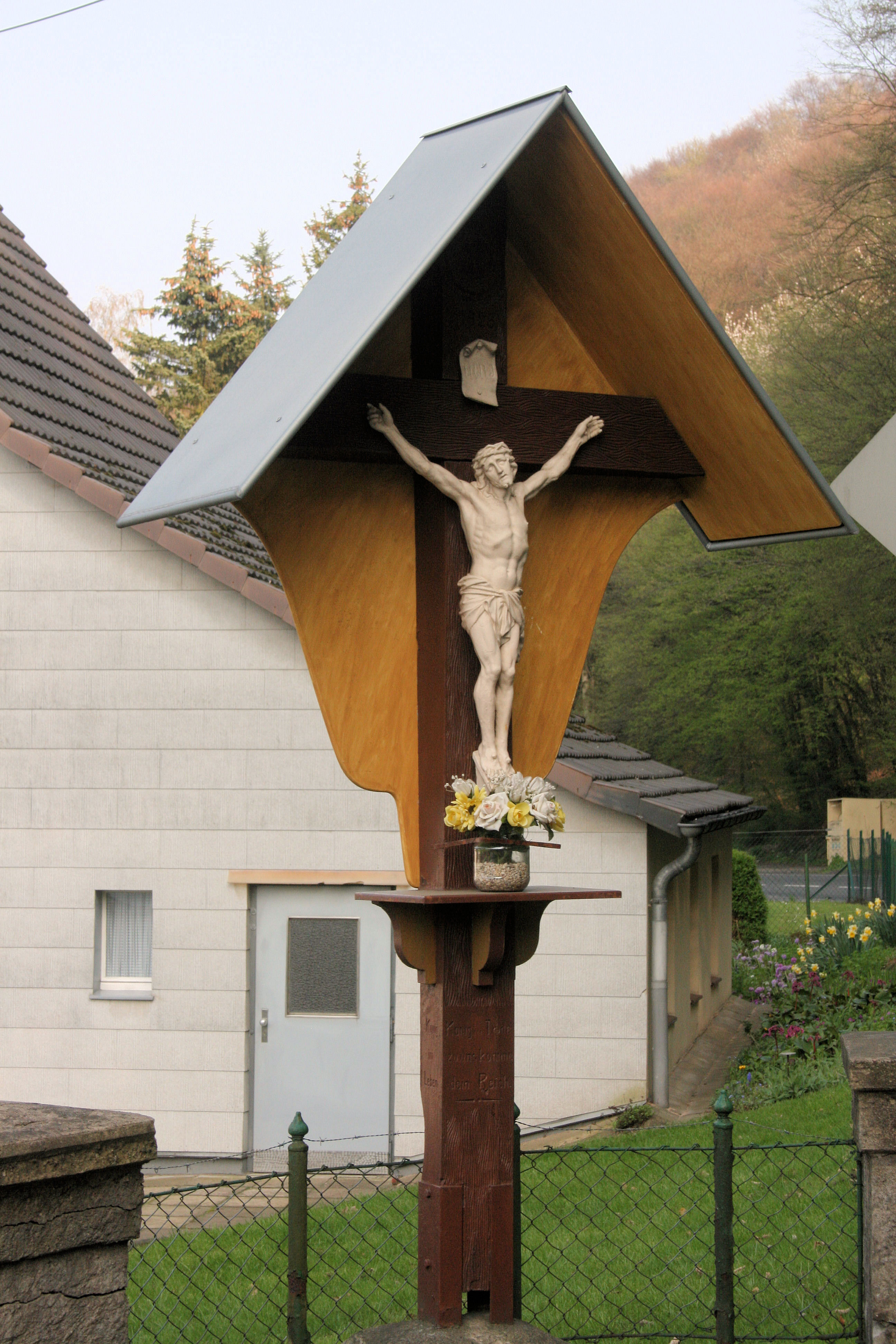
Ein Wegekreuz in Dondorf

Dondorf ist ein Dorf östlich der Stadt Hennef (Sieg) im Rhein-Sieg-Kreis in Nordrhein-Westfalen. 

## Geographische Lage
Dondorf liegt in 97 Meter Höhe über NN nördlich der Ausläufer des Westerwaldes in der Gemarkung Striefen, zwischen der Siegtalstrecke und der Landesstraße 333. Ein Nachbarort ist Greuelsiefen. Nördlich von Dondorf liegt der Dondorfer See.

## Geschichte
Dondorf bildete mit Greuelsiefen im Mittelalter die Honnschaft Eigen. Die Ortschaft hieß im 11. und 12. Jahrhundert Dorindorp beziehungsweise Torendorp und war eine Besitzung der Abtei Siegburg; es gab auch einen Adligen von Dorindorp, der sich nach dem Ort benannte, ein anderer lebte 1226.
Anfang des 20. Jahrhunderts waren für Dondorf 17 Haushalte eingetragen. Darunter die Gastwirte Peter Esch und Peter Laufenberg, der Lehrer der dortigen Volksschule Peter Hoß und der Händler Hermann Nuß. Als Ackerer waren neben dem erwähnten Peter Esch noch Heinrich Hombach, Johann Knütgen, Peter Krom, Witwe Heinrich Schmitz, Johann Schmitz, Anton Wuddel und Heinrich Wuddel erwähnt.
Bis 1934 gehörte Dondorf zur Gemeinde Geistingen.

### Kapelle
Die Dondorfer Kapelle Mariä Heimsuchung ist eine Backsteinkapelle mit kleinem Dachreiter. Die Grundsteinlegung erfolgte am 2. Juli 1877. Die Kapelle wurde von den Einwohnern von Dondorf und des darüberliegenden Gutes Hossenberg erbaut, geweiht wurde sie erst 1899 der Mutter Gottes und dem Apostel Bartholomäus. In der Kapelle steht seit den 1970er-Jahren der alte Marienaltar der Liebfrauenkirche in Warth.
Eine wichtige Rolle nimmt der Ort Dondorf im Roman "Das verlorene Wort" von Ulla Hahn ein, da sich dort und in den benachbarten Regionen der Hauptteil der Handlung abspielt. Beschrieben wird dabei nicht der heutige Ort, sondern das ländlich geprägte Dondorf der Fünfziger Jahre des zwanzigsten Jahrhunderts.